# كيا ريو
كيا ريو (بالإنجليزية: Kia Rio) سيارة ثانوية تنتجها شركة كيا الكورية الجنوبية منذ شهر أغسطس عام 2000 وهي الآن في جيلها الثالث. متوفرة بعدة أنواع: سيدان أربعة أبواب، هاتشباك ثلاثة وخمسة أبواب.
استبدلت كيا ريو الطراز السابق الذي يعرف بـ كيا برايد الذي بدوره مأخوذ من تصميم سيارة فورد فيستا وفورد أفيلا. أنتجت كيا الجيل الثاني من السيارة وقدمت في الأسواق الأوربية في عام 2005 وفي أمريكا الشمالية في عام 2006. في 2010، أجرت كيا تغيرات على السيارة لتشابه الطرازات الأخرى التي تنتجها الشركة، في عام 2012 قدمت السيارة في جيلها الثالث.

## الجيل الأول (DC؛ 2000–2005)
الجيل الأول من سيارة كيا ريو (يُعرف بـ "DC") قُدم بنوعي سيدان أربعة أبواب، وأخرى بطراز ستيشن واغن خمسة أبواب. حينها اعتبرت أرخص سيارة تباع في الولايات المتحدة. سوق طراز ستيشن واغن من سيارة كيا ريو باسم «ريو سينكو» في الولايات المتحدة، «ريو أر إكس-في» في كندا، و«ريو لوك» في تشيلي.

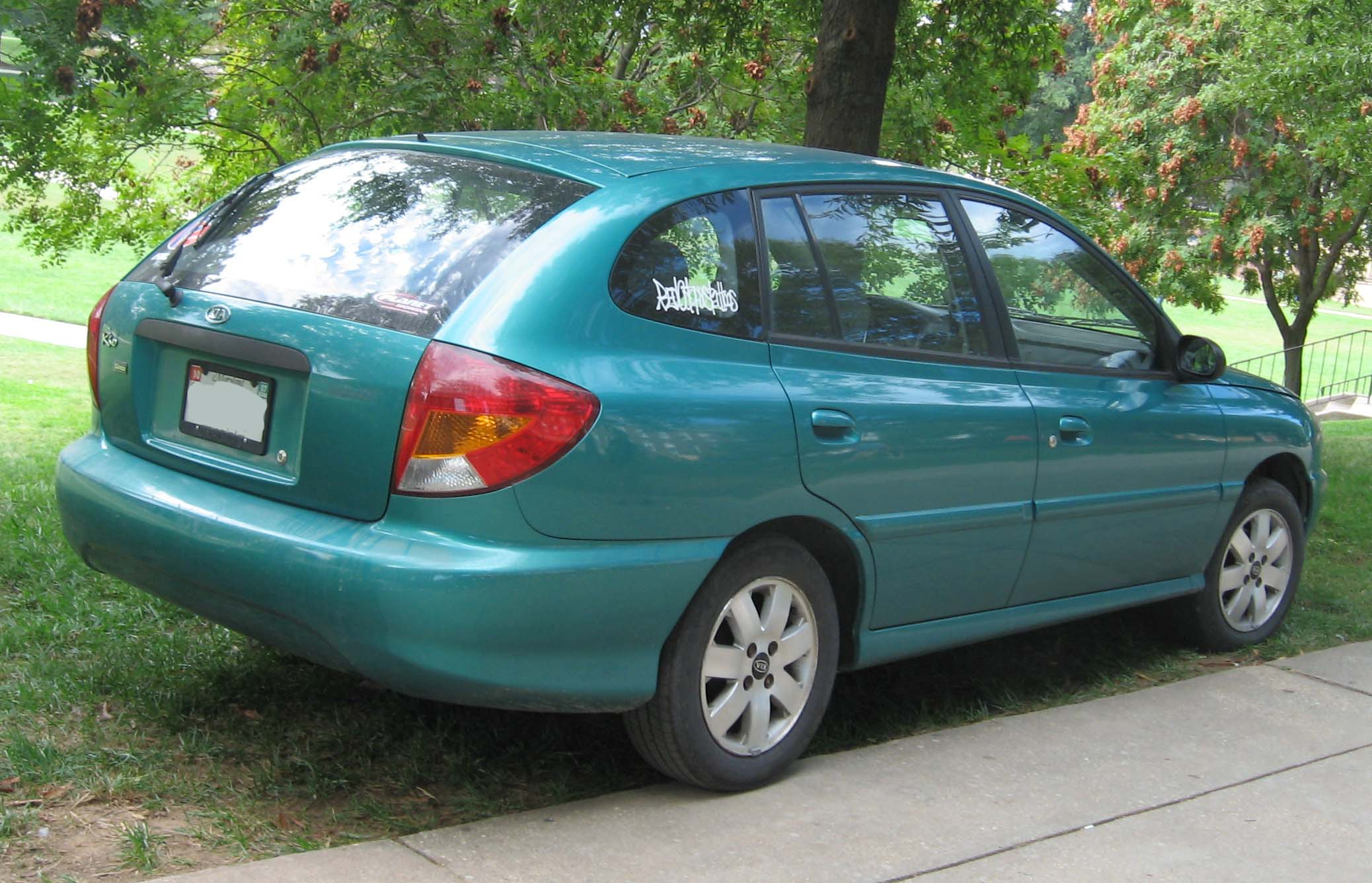
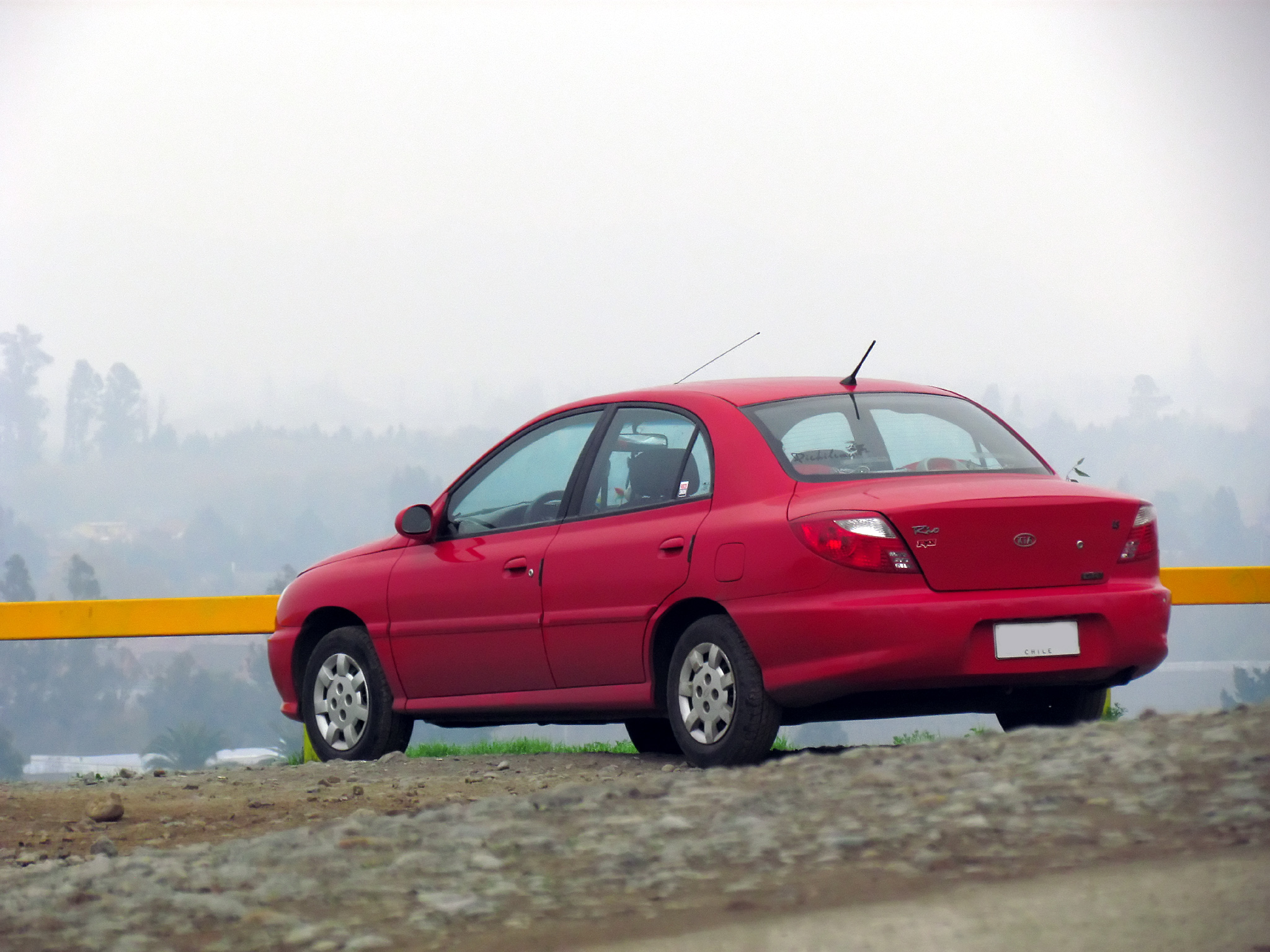

### النسخة المٌحدثة
في عام 2002 أنتجت الشركة نسخة محدثة من السيارة حيث حدث المحرك، نظام التعليق، الكوابح والمظهر الخارجي والداخلي. في عام 2005، أنتجت شركة سايبا الإيرانية نسخة من سيارة كيا ريو، ووقت إنتاجها في عام 2012.

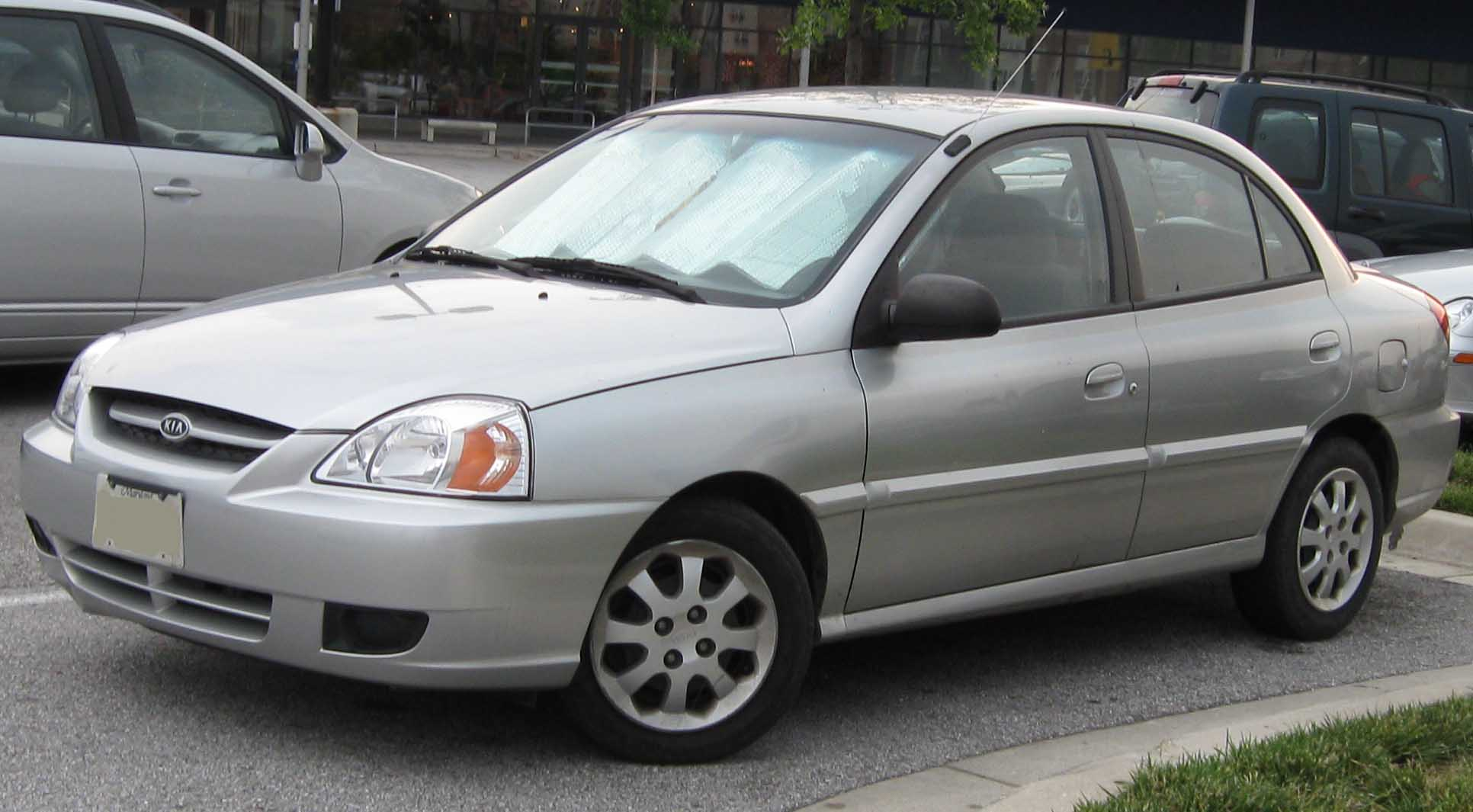
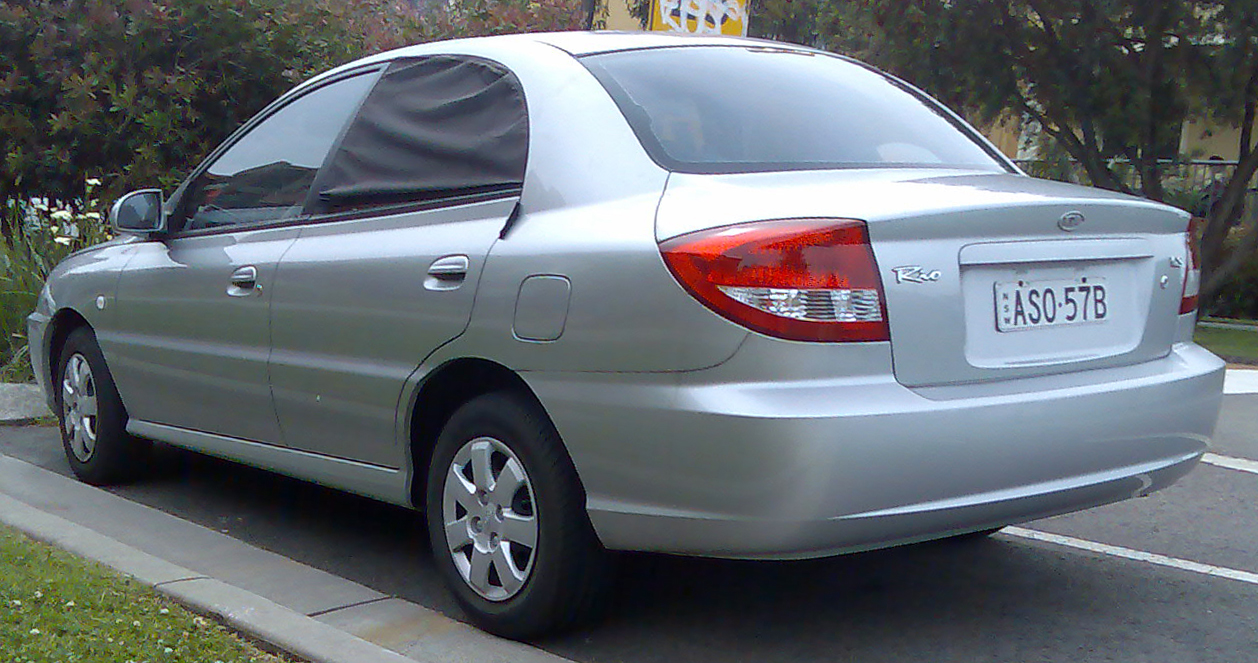

## الجيل الثاني (JB؛ 2005–2011)
الجيل الثاني من سيارة كيا ريو (يُعرف بـ "JB") أطلق في بداية عام 2005 في أوربا وفي 2006 في أمريكا الشمالية وهي نسخة معدلة عن سيارة «هيونداي أكسنت» مع تغيير في الشكل الخارجي والمحرك ونظام الأمان. عُرف طيار هاتشباك من السيارة باسم «ريو 5» في الولايات المتحدة وكندا.
في عام 2007، بدأت الحكومة الكورية الجنوبية بتفحص مايقارب 4,000 سيارة هجينة من طراز ريو مع الشركة الأم مجموعة هيونداي كيا للسيارات التي أعلنت بعدها عن إلغاء المشروع.

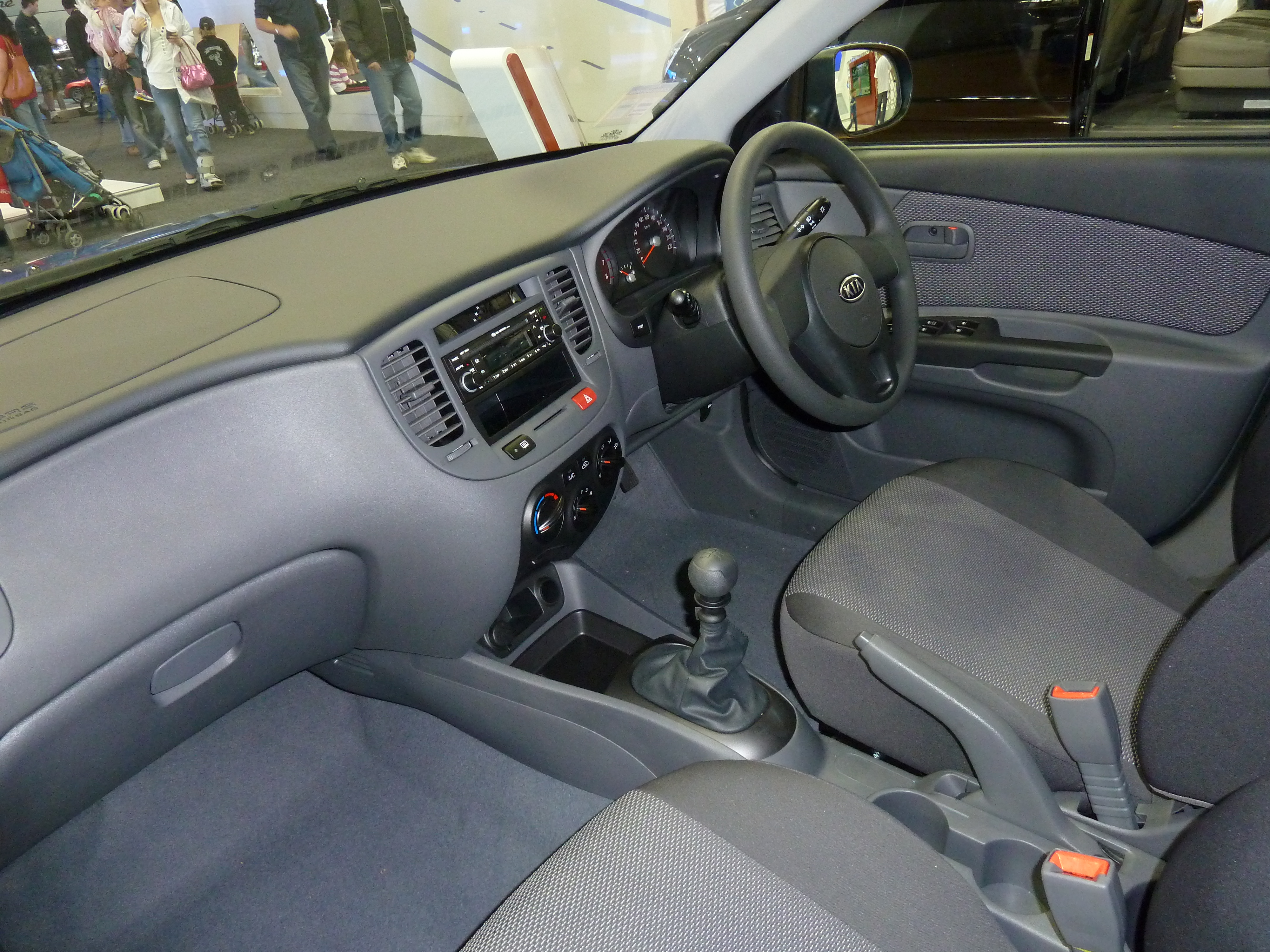
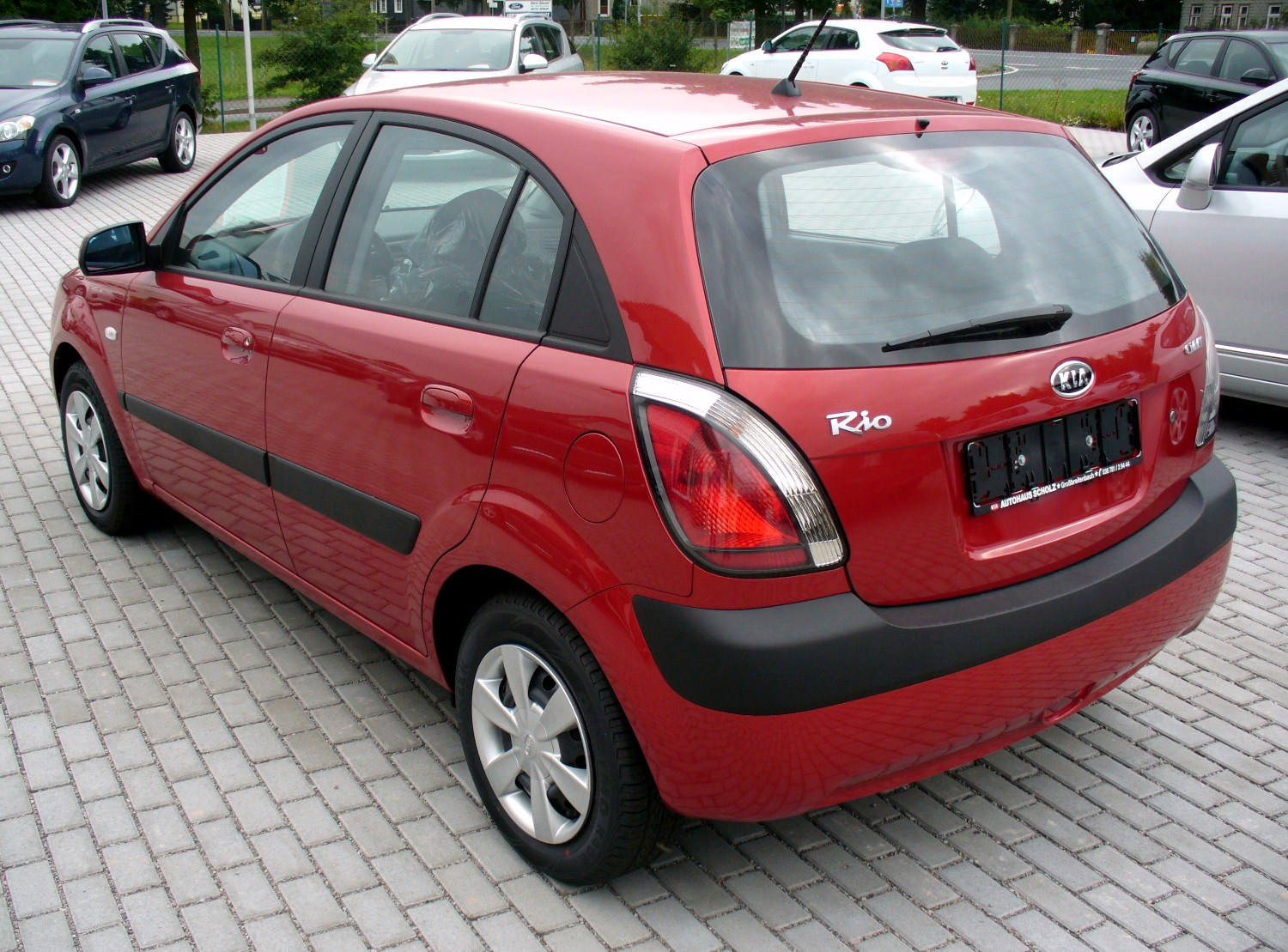

### النسخة المٌحدثة
في عام 2009 أنتجت الشركة نسخة محدثة من السيارة حيث غير المظهر الخارجي وحسن أداء المقود وأضيفت ميزات أخرى مثل توصيل الهواتف عبر البلوتوث بمسجل السيارة.

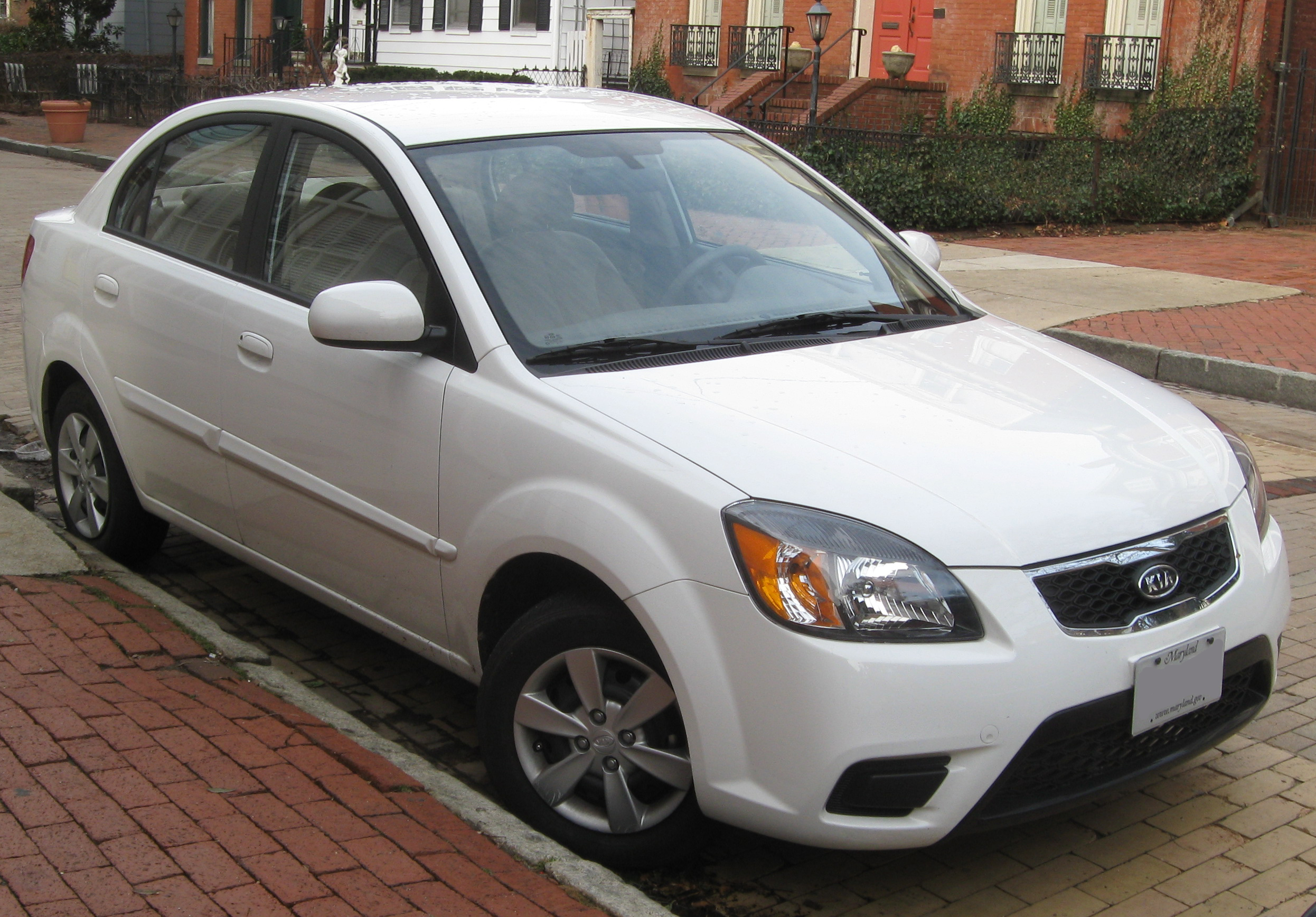
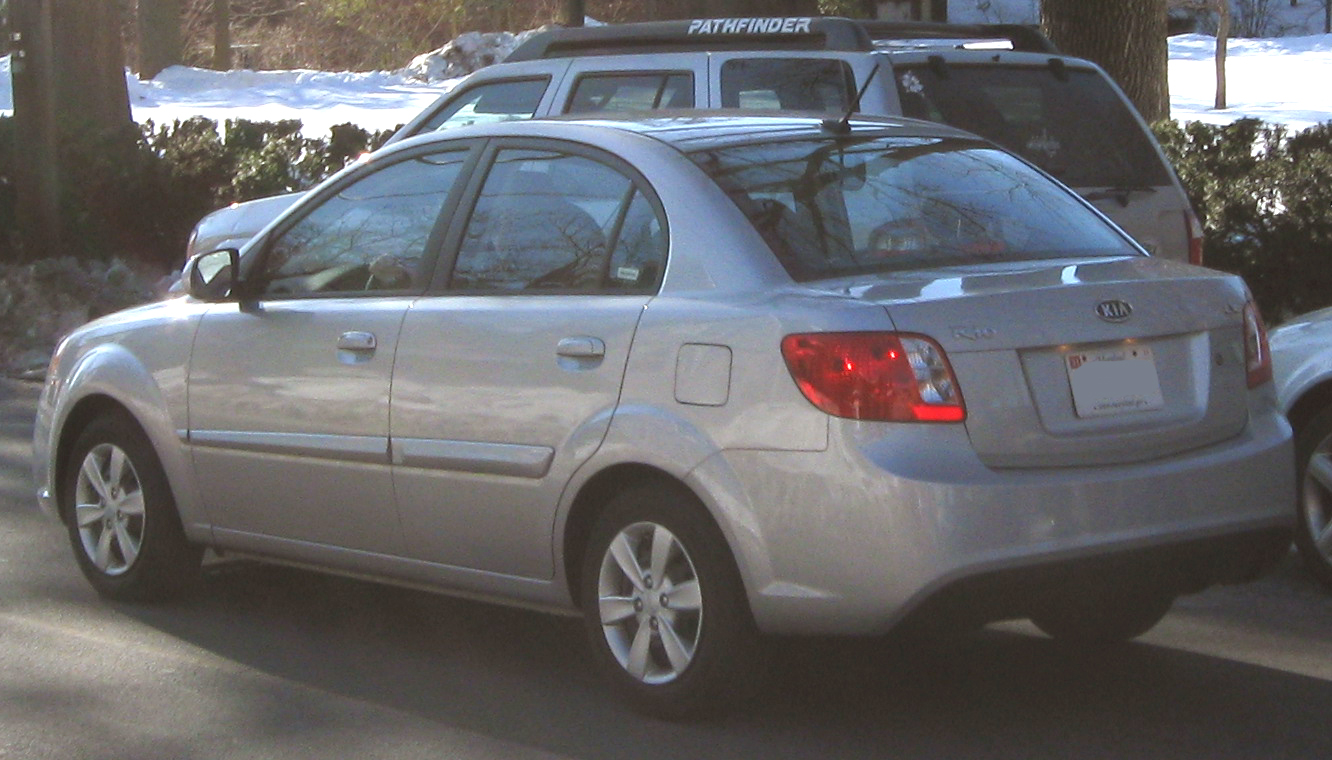

## الجيل الثالث (UB؛ 2011–2017)
ظهر الجيل الثالث من سيارة كيا ريو في 1 مارس، 2011، في معرض جينيفا للسيارات، مرة أخرى مبنية على تصميم هيونداي أكسنت واحتوت على محرك سعة 1.4 أو 1.6 من شركة هيونداي. في نوفمبر، 2011 حصلت الجيل الثالث من سيارة كيا ريو على عدة جوائز عالمية.

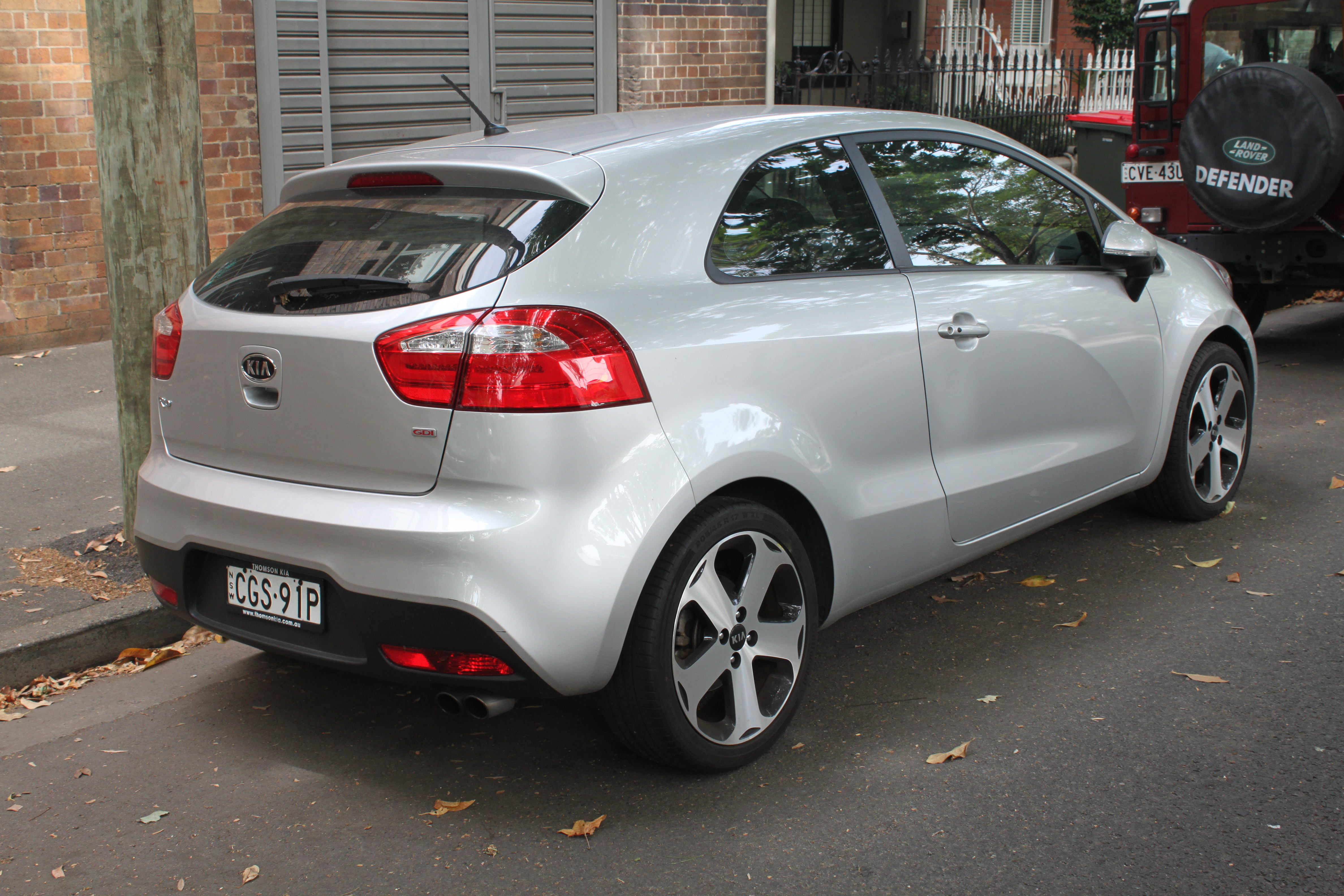
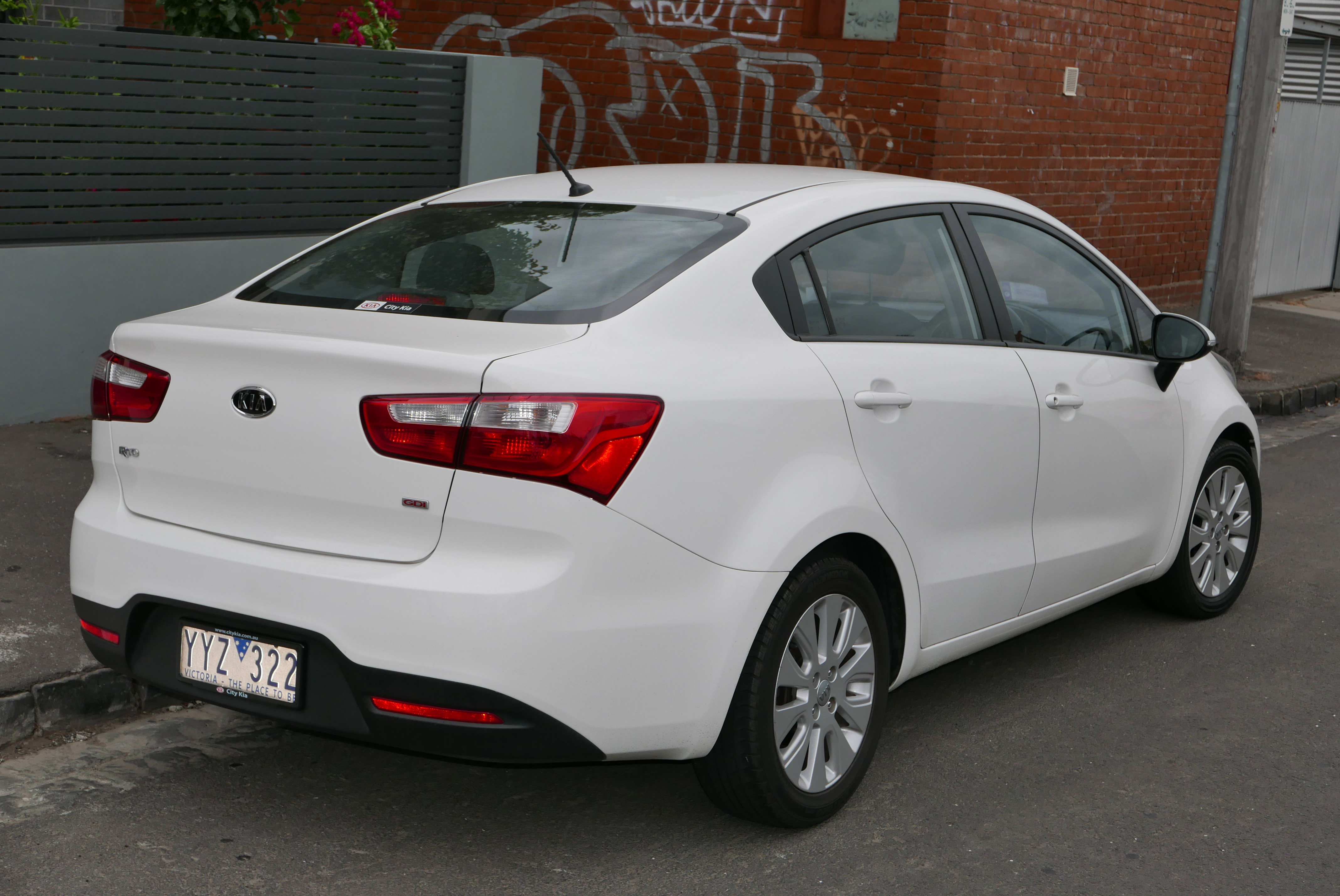
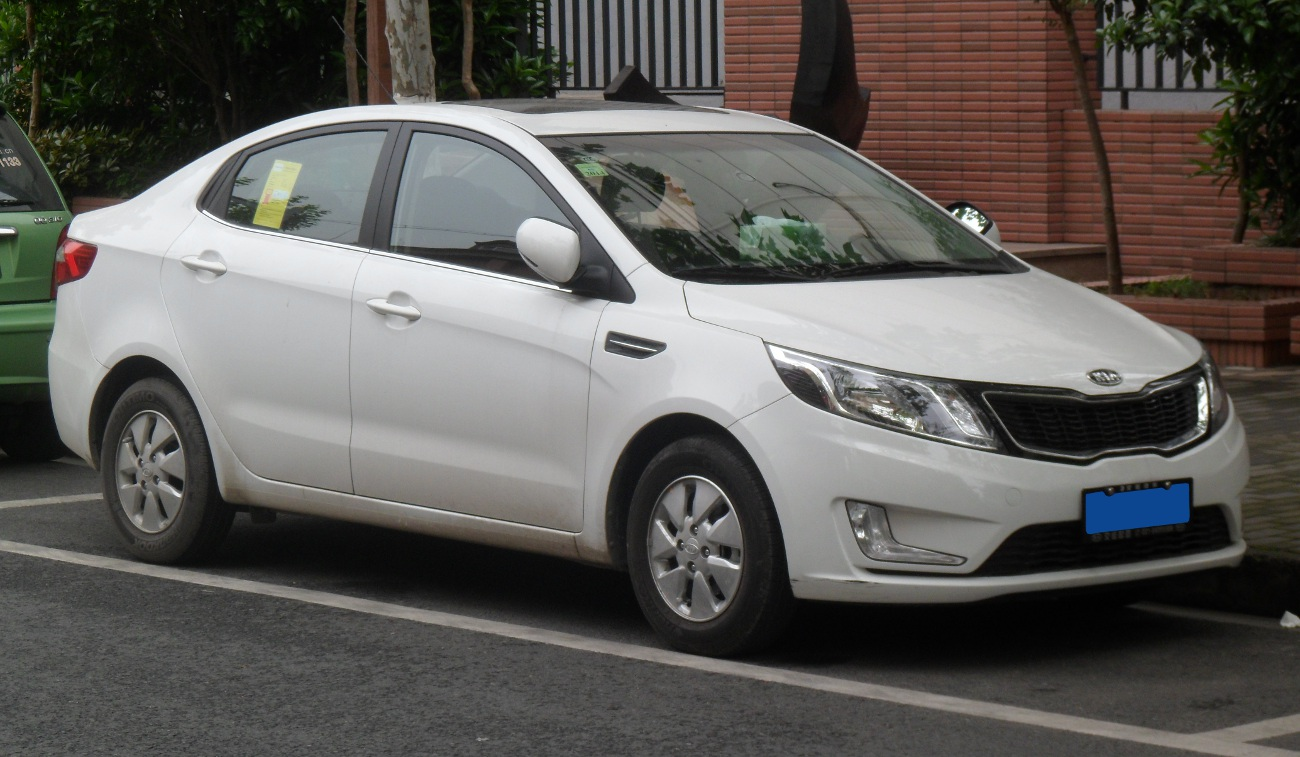

## وصلات خارجية
kia.com الموقع الرسمي